# Minipera
Minipera is een geslacht uit de familie Molgulidae en de orde Stolidobranchia uit de klasse der zakpijpen (Ascidiacea).

## Soorten
- Minipera macquariensis Sanamyan & Sanamyan, 1999
- Minipera papillosa Monniot C. & Monniot F., 1974
- Minipera pedunculata Monniot C. & Monniot F., 1974
- Minipera tacita Monniot C. & Monniot F., 1985